# Jana z Auvergne

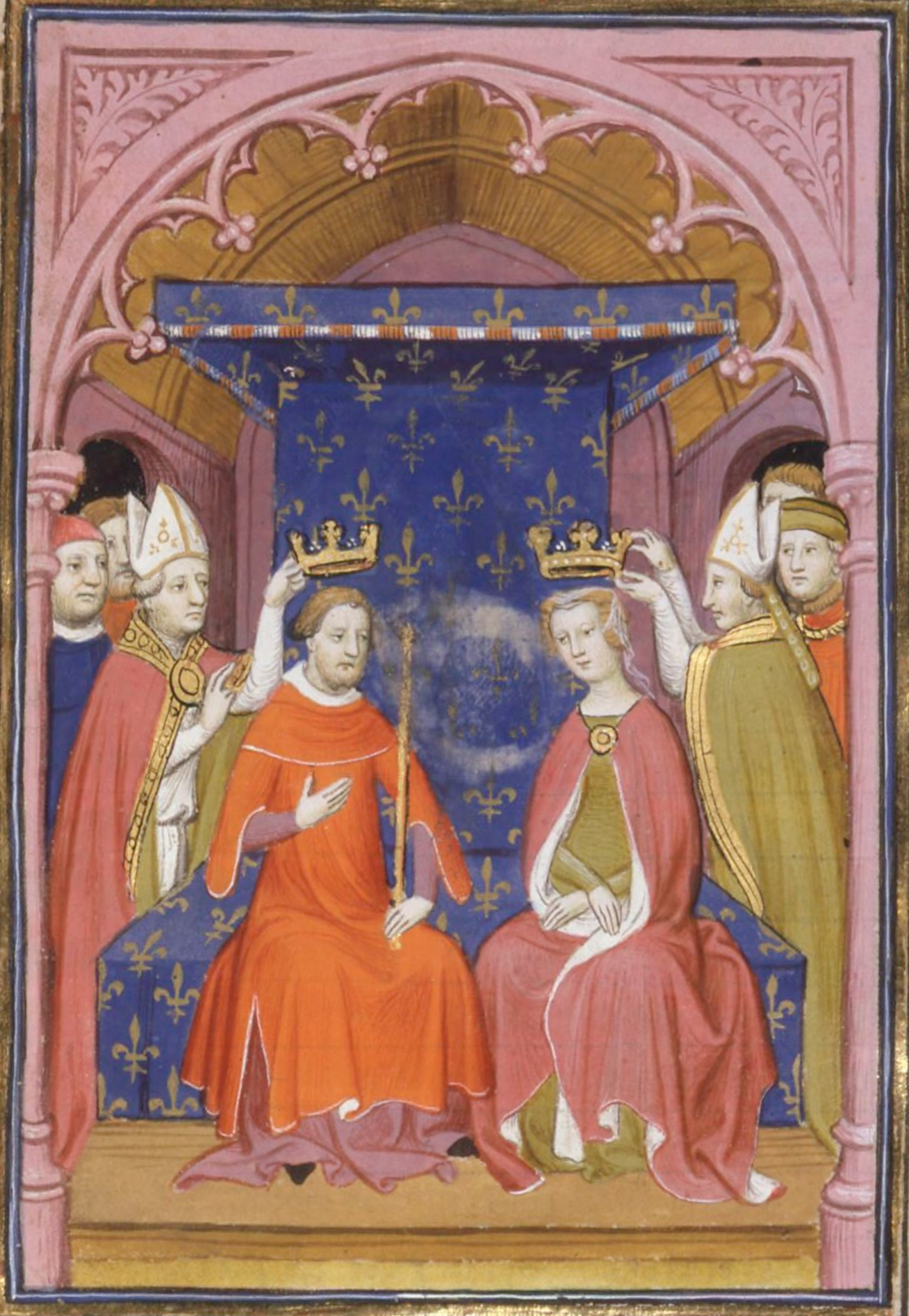
Korunovace (Grandes Chroniques de France)

Jana z Auvergne (francouzsky Jeanne d'Auvergne, 8. května 1326 – 29. září 1360, Argilly) byla hraběnka z Auvergne a Boulogne a poté francouzská královna, druhá manželka Jana II.

## Život
Jana byla jedinou dědičkou hraběte Viléma z Auvergne a Boulogne a jeho ženy Markéty z Évreux, dcery Ludvíka z Évreux a Markéty z Artois. Poprvé byla 26. září 1338 provdána za svého vrstevníka Filipa Burgundského. Filip se zúčastnil obrany proti anglické invazi. Během bitvy u Aiguillonu v srpnu 1346 při zdolávání příkopu nešťastně spadl z koně a zemřel.
Druhá Janina svatba s čerstvě ovdovělým normandským vévodou Janem se konala 9. února 1350. Vévoda se tak stal poručníkem Janina tříletého syna, dědice burgundského vévodství a přidružených držav a již o půl roku později byl v katedrále v Remeši korunován. Roku 1356 byl král zajat anglickým princem Eduardem v bitvě u Poitiers a odvezen do Londýna. Jana stačila dát králi tři potomky, z nichž se žádný nedožil dospělosti. Zemřela v září roku 1360 a Jan byl v říjnu, po zaplacení první splátky výkupného a předání rukojmích, propuštěn z ostrovní internace.
21. listopadu 1361 zemřel Janin bezdětný syn Filip, poslední burgundský vévoda z krve Kapetovců. Král Jan se ujal správy vévodství a nechal jej přičlenit k francouzské koruně.